# Rorschach (còmic)
Rorschach és un personatge de ficció de còmic de la sèrie Watchmen. Apareix per primera vegada a Watchmen número 1, l'any 1986. Fou creat per Alan Moore i Dave Gibbons.

## Història de la publicació
Com amb la resta dels personatges principals de Watchmen, Alan Moore es va basar en personatges de Charlton Comics per crear Rorschach, usant-los com a «punt de partida». El personatge de Rorschach estava basat específicament en La Pregunta i Mr. dos personatges de còmic creats per Steve Ditko.
Ditko, que es va inspirar en les obres de la filosofia personal de l'objectivisme d'Ayn Rand, va crear La Pregunta i Mr. A com a seguidors d'aquesta ideologia. Pel que fa a la filosofia de Rand, Moore va dir que ell personalment la troba «ridícula». Tot i això, Moore va tenir un respecte per Ditko, tot i tenir diferents punts de vista polítics. Moore va recordar que el pensament de dretes de Ditko era força interessant per a ell en aquell moment, i que això «probablement em va portar a retratar Rorschach com un personatge d'extrema dreta».
Moore no tenia prevista la mort de Rorschach fins a la quarta publicació quan es va adonar que la seva negativa a comprometre's tindria com a resultat la seva mort a la història. Així doncs afirmaria que al principi sabia molt sobre les particularitats superficials del personatge, però que no es va adonar del que hi havia dins fins que aquest va començar a evolucionar.

## Biografia
Fill no desitjat d'una prostituta, Walter Joseph Kovacs és un personatge traumatitzat per la seva infància en la qual fou maltractat. Particularment agressiu i poc estimat per la seva mare, Sylvia Kovacs, va ser internat en una escola especial, la llar Lillian Charlton, on era un alumne modèlic però pertorbat. Quan va sortir de l'escola, i es va assabentar de l'assassinat de la seva mare, es va acontentar de dir: "Bé".
Mentre treballava en una botiga de roba, Walter va recuperar un vestit creat pel Dr. Manhattan, amb motius contínuament canviants que s'assemblaven a un test de Rorschach. Decideix fer-se una màscara per lluitar contra el mal i la corrupció sota el nom del Test. En la investigació del rapte d'una nena, en què descobreix que el segrestador l'ha morta i que ha donat les seves restes com a menjar als gossos, es torna boig. Mata els gossos d'una manera atroç i crema viu l'assassí dins la seva casa. Des d'aquell moment fa la seva "justícia", violenta i expeditiva, i veu només corrupció en els barris baixos de la ciutat. Ja no es treu la màscara, ja que dius que és la seva veritable cara i refusa de parar les seves accions quan una llei prohibeix l'acció dels superherois, cosa que el converteix en un home cercat per les autoritats.
Deu anys més tard, a la mort d'Eddie Blake, anomenat el Comendiant, és buscat per la policia i és l'únic heroi actiu. Convençut que existeix un assassí d'emmascarats i que els matarà a tots d'un en un, investiga amb els seus antics associats i amb els seus enemics.
Amb l'ajut dels seus amics Au Nocturna, Espectre de seda i el Dr. Manhattan, descobreix que Adrian Veidt, anomenat Ozymandias, un antic membre dels Watchmen, n'és el culpable: el seu pla era llançar una bomba a Nova York, per tal de provocar una pau que evités una guerra nuclear en què els Estats Units no sobreviurien, tria de posar en perill la nova pau mundial dient la identitat del "mestre del joc". Però el Dr. Manhattan, que havia entès el perill d'una revelació com aquella, el deixa triar entre dues opcions: morir o viure callat. Sense poder suportar això últim, Rorschach deixa que el Dr. Manhattan el mati. Així és com mor Rorschach, en la recerca de la llibertat.